# Danh sách định dạng tập tin
Đây là danh sách các định dạng tập tin sắp xếp theo thể loại,theo cách mà nó được tìm thấy trên máy tính. Phần mở rộng trong tên file luôn được ghi chú trong dấu ngoặc đơn nếu nó khác với tên định dạng hay viết tắt. Trên lý thuyết,với bảng chữ cái tiếng Anh và phần mở rộng gồm 3 ký tự, số lượng các đuôi mở rộng có thể lên tới 17,576 (26³). Nếu gộp thêm những ký tự được chấp nhận khác, số lượng kết hợp tối đa có thể là 195,112 (26+31)³. Một hệ điều hành tương tự Unix không sử dụng phần mở rộng, Microsoft Windows NT,95,98 và Me không giới hạn số ký tự cho phần mở rộng đối với các ứng dụng 32 và 64-bit như trên các hệ thống file hệ thống khác các phiên bản trước Windows 95/NT3.5 của các file hệ thống định dạng FAT, nên có thể một số file hệ thống có phần vớ vẩnmở rộng nhiều hơn 3 ký tự.

## Lưu trữ và nén
Bài chi tiết:Danh sách định dạng nén

| Phần mở rộng | Ý nghĩa phần mở rộng |
| ------------ | --- |
| .aac         | định dạng của file Advanced Audio Coding |
| .cab         | File.cab là một thư viện các file nén được lưu dưới dạng một file. Các file trong.Cab được sử dụng để sắp xếp các file cài đặt được sao chép vào hệ thống của người dùng. |
| .?Q?         | file nén bởi SQprogram |
| .7z          | file nén 7zip |
| .ace         | file nén ACE |
| .ALZ         | file nén ALZip |
| .AT3         | Nén dữ liệu trên đĩa UMD của Sony |
| .ARC         | |
| .bke         | nén dữ liệu bằng BackupEarth.com |
| .ARJ         | file nén ARJ trash bin |
| .BA(.ba)     | lưu trữ scifer(một dạng lưu trữ bên ngoài) |
| .big         | Dạng nén đặc biệt được EA dùng cho nhiều game của họ |
| BIK(.bik)    | lol i dont know go to other websites |
| BKF(.bkf)    | File sao lưu tạo bởi NTBACKUP.EXE |
| .rar         | Định dạng nén lưu trữ mặc định của WinRar do RarLab phát triển |
| .RPM         | Định dạng của các file cài đặt của các bản phân phối RHEL, Fedora, và các bản tương tự                                                                                    |
| .tar         | Một định dạng nén lưu trữ phổ biến trên các hêj điều hành tương tự Unix                                                                                                   |
| .tib         | Định dạng file lưu trữ của Acronis True Image |
| .Zip         | Một định dạng nén lưu trữ phổ biến |